# 山西省立教育学院
山西省立教育学院是民国时期位于山西省太原市的一所公立高等学校。

## 历史沿革
1919年，山西省立国民师范学校创立，该学校在抗日战争前是山西省规模最大的中学。
1925年，时任山西省立国民师范学校校长的赵丕廉在国民师范学校的基础上增设高等师范部。
1929年，遵照国民政府教育部规定的新学制，高等师范部改为独立学院，定名为“山西省立教育学院”。
1930年2月，国民政府教育部聘任赵丕廉为首任院长。
1930年12月，赵丕廉辞职。随后聘任郭象升为院长。
1933年，国民政府教育部在视察山西大学后认为山西大学需要增加科系。因此山西省政府决议将该校停止招生，合并入山西大学。由于并校后该校学生可能不再享有公费待遇，此命令引起学生抗议。最终阎锡山采用折中方案：该校并入山西大学后，保持教育学院名义，学生维持公费待遇。待现有在校学生全部毕业后，再与山西大学文学院合并。
1934年7月，奉国民政府教育部令，山西省立教育学院并入山西大学，成为山西大学教育学院。
1937年，山西大学教育学院并入山西大学文学院。

## 组织架构
1929年独立建院时，学院有文科与教育科两科。文科包含中国文学、史学两系，教育科则有教育、心理两系。
1930年，依照本院组织法，设立教务、斋务、文书、庶务、会议、图书六课。